# دع (المهرة)

تعديل مصدري - تعديل

دع هي إحدى قرى مديرية منعر التابعة لمحافظة المهرة، بلغ تعداد سكانها 64 نسمة حسب تعداد اليمن لعام 2004.